# Ponymanege
Ponymanege is een voormalige attractie in het attractiepark de Efteling in de voormalige Speeltuin. De ponymanege opende is 1955 en werd in 1986 gesloten. 

## Geschiedenis
In 1955 opende de manege. Kinderen konden een ritje maken op een pony op een afgesloten parcours. De gasten werden begeleid door een personeelslid.

### Sluiting
Door de druk van de dierenbescherming begon begin jaren tachtig werd het gebruik afgebouwd. In 1986 was het enkel nog mogelijk vanaf 14:00u om pony te rijden. In dat jaar werd de attractie ook gesloten. De Ponymolen, ook gelegen in het gebied, waarbij pony's koetsen voorttrokken in een carrousel werd een jaar eerder gesloten.

## Trivia
- Kinderen konden ook een Ponyruiter-diploma behalen.

Lijst van attracties in de Efteling · Lijst van sprookjes in de Efteling · Afbeeldingen